# 아일랜드의 국기

국기 비율: 1:2

아일랜드의 국기(아일랜드어: An Bhratach Náisiúnta 안 우라타흐 나슌타, 영어: Flag of Ireland)는 흰 바탕에 폭이 같은 초록, 하양 그리고 주황의 세가지 색이 세로로 그려져 있다.

## 색상
아일랜드의 국기 색상은 다음과 같다.
| 색상 | 초록                | 하양                  | 주황                 |
| ---- | ------------------- | --------------------- | -------------------- |
| 팬톤 | 340                 | White                 | 715                  |
| RGB  | 22–155–98 (#169B62) | 255–255–255 (#FFFFFF) | 255–136–62 (#FF883E) |
| CMYK | 86%–0%–37%–39%      | 0%–0%–0%–0%           | 0%–47%–76%–0%        |

## 역사
이 모양의 국기는 처음 1848년에 프랑스 파리에서 아일랜드를 상징하는 수단으로 쓰인 것으로 기록되고 있다. 1922년 아일랜드 자유국으로 독립하면서 정식으로 국기로 채택되었다. 1937년 공화정이 되면서 공식적으로 추인되었다.

## 상징
- 부드러운 녹색은 섬나라를 상징하며 로마 가톨릭을 상징한다.
- 흰색은 전 세계 종교 집단과의 화해와 단결을 상징한다.
- 주황색은 개신교, 특히 북쪽에 집중하여 살고 있는 장로교를 상징한다고 한다.

### 특징
아일랜드의 국기는 코트디부아르의 국기와는 색 배치가 반대이다.

### 아일랜드의 역대 국기

아일랜드 영지 (1386년–1541년)
아일랜드 왕국 (1542년–1642년)
아일랜드 왕국 (1642년-1783년)
아일랜드 맹방의 국기 (1642년-1652년)
잉글랜드 연방의 국기 (1649년-1660년)
아일랜드 왕국 (1783년-1801년)
아일랜드의 상선기 (1701년-1801년)
대브리튼 아일랜드 연합왕국 (1801년-1922년)
아일랜드의 상선기 (1801년-1922년)
아일랜드 공화국의 국기 (1919년-1922년)
아일랜드 자유국 (1922년-1937년)
아일랜드 공화국 (1937년 12월 29일-현재)

## 기타 국기
전통적으로 "성 파트리치오 십자"나 "네 지방 기"도 아일랜드를 상징하는 데 사용된다. 또한 아일랜드는 럭비나 하키, 크리켓 등과 같은 전통 스포츠에서는 북아일랜드와 연합한 단일팀으로 출전하는데 각 스포츠마다 국기가 다르다.

대통령기
해군기
성 파트리치오 십자
네 지방 기
렌스터 지방의 기
먼스터 지방의 기
얼스터 지방의 기
코노트 지방의 기
아일랜드 필드하키팀 깃발
아일랜드 럭비유니온팀 깃발
아일랜드 럭비리그팀 깃발
아일랜드 크리켓팀 깃발

## 같이 보기
- 아일랜드의 국장
- 북아일랜드의 국기